# Празеодимдигерманий
Празеодѝмдигерма́ний — бинарное неорганическое соединение, интерметаллид
празеодима и германия
с формулой Ge2Pr,
кристаллы.

## Получение
- Сплавление стехиометрических количеств чистых веществ:

{\displaystyle {\mathsf {Pr+2Ge\ {\xrightarrow {615^{o}C}}\ Ge_{2}Pr}}}

## Физические свойства
Празеодимдигерманий образует кристаллы тетрагональной сингонии, пространственная группа I 41/amd, параметры ячейки a = 0,426 нм, c = 1,398 нм, Z = 4,
структура типа дисилицида тория ThSi2
.
Соединение образуется по перитектической реакции при температуре 615 °C
и имеет область гомогенности 66,44÷66,86 ат.% германия.